# Rosales (Pangasinan)
Rosales is een gemeente in de Filipijnse provincie Pangasinan op het eiland Luzon. Bij de laatste census in 2007 had de gemeente bijna 58 duizend inwoners.

## Geografie

### Bestuurlijke indeling
Rosales is onderverdeeld in de volgende 37 barangays:
| - Acop - Bakitbakit - Balingcanaway - Cabalaoangan Norte - Cabalaoangan Sur - Camangaan - Capitan Tomas - Carmay East - Carmay West - Carmen East | - Carmen West - Casanicolasan - Coliling - Don Antonio Village - Calanutan - Guiling - Palakipak - Pangaoan - Rabago - Rizal | - Salvacion - San Antonio - San Bartolome - San Isidro - San Luis - San Pedro East - San Pedro West - San Vicente - San Angel - Station District | - Tomana East - Tomana West - Zone I - Zone IV - Zone II - Zone III - Zone V |

## Demografie
Rosales had bij de census van 2007 een inwoneraantal van 57.702 mensen. Dit zijn 5.616 mensen (10,8%) meer dan bij de vorige census van 2000. De gemiddelde jaarlijkse groei komt daarmee uit op 1,42%, hetgeen lager is dan het landelijk jaarlijks gemiddelde over deze periode (2,04%).

## Geboren in Rosales
- F. Sionil José (1924-2022), Filipijns auteur